# Augusztus 21.
Augusztus 21. az év 233. (szökőévben 234.) napja a Gergely-naptár szerint. Az évből még 132 nap van hátra.
Névnapok: Sámuel, Hajna + Baldvin, Erik, Erika, Franciska, Grácia, Johanna, Kemenes, Maximilián, Pelbárt, Piusz, Samu, Samuella, Santál, Zsanett, Daniella

## Események
- 1541 – A törökök felmentik az ostromlott Budát.
- 1690 – A zernyesti csatában Thököly Imre kuruc, török, tatár és román serege szétveri Heissler tábornok császári és Teleki Mihály erdélyi seregét, és betör Erdélybe.
- 1915 – Első világháború: Olaszország hadat üzen az Oszmán Birodalomnak.
- 1921 – Megszüntetik a Baranya–bajai Szerb–Magyar Köztársaságot, a terület egy része Magyarországhoz, a többi a Szerb-Horvát-Szlovén Királysághoz kerül, azon belül is Horvátországhoz.
- 1938 – Horthy Miklós németországi tárgyalásain elutasítja Adolf Hitler ajánlatát a Csehszlovákia–ellenes fellépés összehangolására.
- 1959 – Eisenhower amerikai elnök rendelete értelmében Hawaii az USA 50. tagállamává válik.
- 1965 – Samu, az előember csontjait megtalálják a vértesszőlősi ásatáson
- 1965 – A labdarúgás történelmének első cseréje
- 1967 – Első alkalommal hajt végre repülést az An–30-as szovjet légifényképező repülőgép, melyet az Berijev tervezőiroda fejlesztett ki
- 1968 – A 20-ról 21-re virradó éjjel megkezdődik a Varsói Szerződés csapatainak inváziója Csehszlovákia ellen Magyarország részvételével.
- 1968 – A belgrádi vezetés elítéli a Varsói Szerződés csehszlovákiai invázióját.
- 1977 – Mozgósítás Etiópiában.
- 1986 – A kameruni Nyos-tó limnikus kitörése megöl több mint 1700 embert, 20 kilométeres körzetben.
- 1991 – Lettország elszakad a Szovjetuniótól, és kikiáltja függetlenségét.
- 2007 – Angela Merkel német kancellár először látogat Magyarországra. Találkozik Gyurcsány Ferenc kormányfővel, Sólyom László államfővel és Orbán Viktorral.
- 2008 – Sólyom László köztársasági elnök,[1] valamint – a magyar kormány nevében – Hiller István kulturális miniszter bocsánatot kér Csehországtól és Szlovákiától az 1968-as magyar katonai agresszióért.[2]
- 2009 – Szlovákia nemkívánatosnak minősíti, és ezzel megakadályozza Sólyom László köztársasági elnök Révkomáromba tervezett látogatását,[3] ahol Szent István király lovasszobrának ünnepélyes leleplezésén vett volna részt.[4]

## Sportesemények
Formula–1
- 2005 –  török nagydíj, Istanbul - Győztes: Kimi Räikkönen (McLaren Mercedes)

## Születések
- 1165 – II. Fülöp Ágost francia király († 1226)
- 1567 – Szalézi Szent Ferenc francia teológus, rendalapító, egyházszervező († 1622)
- 1698 – Bartolomeo Giuseppe Antonio Guarnieri (vagy Guarneri) itáliai hangszerkészítő mester († 1744)
- 1789 – Augustin Cauchy francia matematikus († 1857)
- 1823 – Csernátony Lajos magyar újságíró, politikus († 1901)
- 1858 – Rudolf koronaherceg, magyar királyi herceg, Erzsébet királyné és Ferenc József egyetlen fia († 1889)
- 1862 – Emilio Salgari olasz író, az olasz kalandregények úttörője († 1911)
- 1866 – Habsburg–Toscanai Ferenc Szalvátor főherceg, Mária Valéria osztrák főhercegnő férje († 1939)
- 1871 – Kustaa Karjalainen finn nyelvész, finnugrista, a hanti nyelv kutatója († 1919)[5]
- 1905 – Bacskay Zoltán magyar matematikus, egyetemi tanár († 1984)
- 1908 – Feleki Kamill, Kossuth-díjas magyar színész, komikus († 1993)
- 1911 – Ken Richardson brit autóversenyző († 1997)
- 1911 – Küllői-Rhorer László magyar sebész főorvos († 1984)
- 1912 – Kertai György geológus, az alföldi szénhidrogén-kutatás elméleti megalapozója, az MTA tagja († 1968)
- 1913 – Freddie Agabashian amerikai autóversenyző († 1989)
- 1917 – Leonid Hurwicz Nobel-díjas orosz-amerikai közgazdász († 2008)
- 1918 – Lengyel Balázs Széchenyi-díjas magyar író († 2007)
- 1918 – Jacques Monod francia színész (Felettünk az ég) († 1985)
- 1925 – Géczy Barnabás magyar paleontológus († 2022)
- 1930 – Sajdik Ferenc Kossuth-díjas magyar grafikus, karikaturista, rajzfilmrendező, a nemzet művésze
- 1933 – Zsoldos Árpád erdélyi színművész († 2001)
- 1935 – Dégi István kétszeres Jászai Mari-díjas magyar színész († 1992)
- 1939 – Lakatos Ferenc magyar újságíró, karikaturista
- 1940 – Szemerédi Endre Széchenyi-díjas magyar matematikus
- 1941 – Vukán György Kossuth-díjas magyar zeneszerző, zongoraművész († 2013)
- 1947 – Erdős Sándor olimpiai bajnok magyar vívó
- 1956 – Kim Cattrall angol születésű kanadai színésznő
- 1961 – Stephen Hillenburg amerikai rendező, író, producer és animátor, korábban tengerbiológus; a SpongyaBob Kockanadrág című sorozat alkotója, az United Plankton Pictures alapítója és vezetője († 2018)
- 1965 – Rujsz Edit Harangozó Gyula-díjas balett-táncos, címzetes magántáncosnő, balettmester, koreográfus
- 1967 – Serj Tankian amerikai-örmény énekes, a System of a Down együttes szólóénekese
- 1973 – Sergey Brin orosz származású amerikai üzletember, a Google egyik alapító társtulajdonosa
- 1977 – Spala Korinna magyar táncművész, koreográfus
- 1978 – Demcsák Zsuzsa magyar modell, televíziós műsorvezető, közgazdász
- 1979 – Tolnai Talida román kézilabdázó[6]
- 1981 – Ross Thomas amerikai színész
- 1984 – Alizée (er. Alizée Jacotey) francia énekesnő
- 1985 – Nicolás Almagro spanyol teniszező
- 1986 – Usain Bolt jamaicai sprinter
- 1986 – Koki Sakamoto japán tornász
- 1987 – Anton Shipulin olimpiai aranyérmes, és háromszoros világbajnoki ezüstérmes orosz biatlonos versenyző
- 1988 – Robert Lewandowski lengyel labdarúgó
- 1989 – Hayden Panettiere amerikai színésznő
- 1992 – Brad Kavanagh angol színész, énekes
- 1992 – Felipe Nasr brazil Formula–1-es versenyző

## Halálozások
- 1131 – II. Balduin jeruzsálemi király
- 1534 – Philippe de Villiers de L’Isle-Adam, a Jeruzsálemi Szent János Lovagrend nagymestere (* 1464)
- 1568 – Jean Parisot de La Valette, a Jeruzsálemi Szent János Lovagrend nagymestere (* 1494)
- 1614 – Báthori Erzsébet magyar grófnő (* 1560)
- 1690 – Teleki Mihály erdélyi fejedelmi tanácsos, kancellár, elesik a Thököly Imre ellen vívott zernyesti csatában (* 1634)
- 1836 – Claude Louis Marie Henri Navier francia mérnök, fizikus, a Navier–Stokes-egyenletek egyik névadója (* 1785)
- 1862 – Laval Nugent ír születésű osztrák császári tábornagy (* 1777)
- 1910 – Székely Bertalan magyar festőművész (* 1835)
- 1913 – Pfaff Ferenc magyar műépítész (* 1851)
- 1927 – William Burnside angol matematikus (* 1852)
- 1940 – Lev Davidovics Trockij (er. neve Bronstein) orosz újságíró, politikus, bolsevik forradalmár (* 1879)
- 1947 – Ettore Bugatti olasz verseny- és luxusautó tervező, építő (Amaz Bugattis) (* 1881)
- 1969 – Vályi-Nagy Tibor orvos, egyetemi tanár (* 1912)
- 1976 – Kner Albert nyomdász, grafikus (* 1899)
- 1983 – Gene Force amerikai autóversenyző (* 1916)
- 1995 – Chuck Stevenson amerikai autóversenyző (* 1919)
- 1995 – Bill Cheesbourg amerikai autóversenyző (* 1927)
- 2004 – Böszörményi Géza Kossuth-díjas magyar filmrendező, forgatókönyvíró (* 1924)
- 2007 – Lakatos Menyhért kétszeres József Attila-díjas magyar író (* 1926)
- 2020 – Meixler Ildikó magyar bábművész, színésznő (* 1946)
- 2024 – Berczelly István Kossuth-díjas magyar operaénekes (* 1938)
- 2024 – John Amos amerikai színész (* 1939)

## Nemzeti ünnepek, emléknapok, világnapok
- Szent X. Piusz pápa emléknapja (1954-es szentté avatása óta, a római katolikus egyházban)
- Ninoy Aquino napja a Fülöp-szigeteken
- Marokkó:- VI. Mohammed születésnapja
- Consualia az ókori Rómában

## Kultúra
- 1980 – bemutatják a Ki beszél itt szerelemről? című, 1979-ben készült magyar romantikus filmet